# هرفي
شركة هرفي للخدمات الغذائية تأسست شركة هرفي للخدمات الغذائية في العام 1981 على يد كل من أحمد السعيد، والشيخ حمود البراهيم، مدير عام بنده المتحدة آنذاك. تعمل الشركة في مجال تشغيل مطاعم الوجبات السريعة، وإنتاج وبيع منتجات المخابز واللحوم، ويقدر رأس مال الشركة المدفوع بـ 270 مليون ريال سعودي
- في العام نفسه، قـام المؤسسان بافتتاح أول مطعم هرفي في الرياض . وفي العام التالي، أنشأت شركة هرفي مخابز هرفي مدفوعة برغبتها في التحكم بجودة منتجاتها بشكل أفضل.
- أصبحت شركة عامة مدرجة في السوق المالية السعودية (تداول) منذ فبراير 2010.[4]

## تاريخ
- في عام 1994 آلت حصة بنده في شركة هرفي إلى شركة المملكة القابضة بقيادة الوليد بن طلال.
- وفي عام 1998، تم دمج شركة العزيزية - بنده مع مجموعة صافولا بقيادة رجل الأعمال عبدي الاول، وبالتالي أصبحت شركة هرفي شريكاً وعضواً في مجموعة صافولا.
- طيلة هذه المدة، كانت إدارة هرفي تعمل على تطوير الشركة ونقلها من سلسلة مطاعم محلية إلى علامة تجارية رائدة في مضمار الوجبات السريعة على مستوى المملكة. وتزامناً مع هذا التطوير، تمكنت إدارة الشركة من تحويل هرفي إلى أول شركة للخدمات الغذائية المتكاملة في المملكة. وذلك من خلال إنشاء مطاعم ومخابز عالمية المستوى، بالإضافة إلى مصنع حديث لإنتاج ومعالجة اللحوم بمعايير عالمية عالية المستوى. ومصنع للمعجنات والشابوره.
- تضم هرفي اليوم أكثر من 380 فرعاً موزعة في جميع أرجاء المملكة العربية السعودية والإمارات العربية المتحدة والكويت ومصر وبنغلاديش . و يفتتح سنويا أكثر من 30 مطعما في مختلف الاماكن، مما يضع هرفي في طليعة الشركات المتخصصة بالوجبات السريعة في المملكة والشرق الأوسط.
- تجاوزت هرفي حدود المملكة من خلال افتتاح فروع لها في والإمارات العربية المتحدة والكويت ومصر، وهي بصدد افتتاح مجموعة أخرى من الفروع في بقية دول الخليج.
- أعلنت شركة هرفي للخدمات الغذائية، يوم الإثنين 01 مارس 2021، عن توقيع مذكرة تفاهم غير ملزمة مع شركة «ايت رايت للخدمات الغذائية» لمنحها أحقية الامتياز التجاري لافتتاح 50 فرع لمطاعم هرفي بدولة نيجيريا.[5]

## وصلات خارجية
- الموقع الرسمي لشركة هرفي للخدمات الغذائية
- خدمة توصيل هرفي